# Tristan Walker
Tristan Walker, född 16 maj 1991 i Calgary, är en kanadensisk rodelåkare.

## Karriär
Walker tävlade för Kanada vid olympiska vinterspelen 2010 i Vancouver, där han slutade på 15:e plats tillsammans med Justin Snith i herrarnas dubbel. Vid olympiska vinterspelen 2014 i Sotji slutade Walker och Justin Snith på fjärde plats i herrarnas dubbel. Han var även en del av Kanadas lag tillsammans med Alex Gough, Samuel Edney och Justin Snith som slutade på fjärde plats i lagstafetten.
Vid olympiska vinterspelen 2018 i Pyeongchang slutade Walker och Justin Snith på femte plats i dubbel. Han var även en del av Kanadas lag tillsammans med Alex Gough, Samuel Edney och Justin Snith som tog silver i lagstafetten. Vid olympiska vinterspelen 2022 i Peking slutade Walker och Justin Snith på sjunde plats i dubbel. Han var även en del av Kanadas lag tillsammans med Trinity Ellis, Reid Watts och Justin Snith som slutade på sjätte plats i lagstafetten.